# Might and Magic VIII
A Might and Magic VIII: Day of the Destroyer egy számítógépes szerepjáték, mely 2000-ben jelent meg a 3DO gondozásában. A játék a Might and Magic széria nyolcadik darabja. Korosodó grafikai motorja és a játékidő rövidsége miatt negatív kritikákat is kapott szép számmal, minek következtében egy sikertelenebb epizódnak nevezhető, először a sorozat történetében. Az előző két részhez képest a változtatások minimálisak, az alapokat szinte teljesen érintetlenül hagyták. Japánban az Imageer kiadásában elkészítették a játék PlayStation 2-portját is.

## Játékmenet
A játék a Might and Magic VI grafikus motorjára épít, ennek köszönhetően a legtöbb dologban megegyezik az előző két epizóddal. Emellett vannak változtatások is. A legjelentősebb, hogy a játék elején immár csak egyetlen karaktert indíthatunk, csapatunk többi tagját, akikkel már összesen öten lehetünk, a játék során lehet felvenni, esetleg kirúgni és aztán újra felvenni. A karakterosztályokat is jelentősen megkurtították, immár csak pap vagy lovag lehet a karakterünk. Cserébe azok helyett a legváltozatosabb fajú karaktereket vehetjük fel: minotauruszok, sárkányok, vámpírok, sötét sündék és trollok lehetnek karaktereink, akik az adott fajhoz kapcsolódó előnyöket és hátrányokat, valamint speciális képzettségeket bírják. A varázslatok rendszerét, a tapasztalati pontok gyűjtését és a fejlődést gyakorlatilag érintetlenül hagyták. Az interfészt átalakították, új helyre került a térkép, és a menürendszert is átszabták.
A korábbi részekhez hasonlóan a játéktér ezúttal is régiókra van bontva, és ezek közé bekerült öt elementális sík is. Valamennyi hely szabadon bejárható és rendelkezik saját településekkel, labirintusokkal, lényekkel. A harc továbbra is valós idejű, mely egy gombnyomással megállítható és körökre osztott üzemmódúvá tehető.
A küldetések teljesítése hasonló az előző részekéhez: főküldetések, mellékküldetések, illetve osztályokhoz kapcsolódó előléptető küldetések találhatóak benne. Hasonlóan az előző részhez, itt is választás elé kerülünk néhány helyzetben, például egy küldetésben a sárkányok vagy a sárkányvadászok pártjára kell állnunk, egy másik küldetésben pedig a nap papjai és a nekromanták közt kell választanunk. Választásunk végleges, befolyásolja a nem játékos karakterek hozzáállását velünk szemben, valamint azt, hogy milyen karakter csatlakozhat hozzánk. Döntéseink azonban a végjátékra már nincsenek kihatással.

## Cselekmény
Akárcsak az előző részek, ez is Enroth bolygóján játszódik, mégpedig annak Jadame nevű kontinensén. A játék a Might and Magic VII és a Heroes of Might and Magic III: Armageddon's Blade történetének közvetlen folytatása. Az Ősök és a Kreeganek háborúja következtében az Ősök által kolonizált bolygó, Enroth levált, és telepeseivel, valamint a bolygó őslakóival egyetemben önállóan kezdett el fejlődni. A kreeganekkel folytatott háború a legendák ködébe veszett. Ám tíz évvel a játék eseményeit megelőzően a kreeganek ismét Enroth-ra jöttek (erről szól a Might and Magic VI). Hősök csapatai végeztek a kreegan királynővel, valamint szép lassan felmorzsolták hadaikat. Az Ősök azonban rettegtek attól, hogy a kreeganek megvethetik a lábukat a bolygón, így annak lakóinak tudtán kívül már előkészítették a felperzselt föld taktikáját. Úgy gondolták, ha már nem tudják kontrollálni az eseményeket, inkább vesszen oda az egész bolygó.
Az Ősök egyik szolgája, Escaton Ravenshore faluba megy. A város közepén megidéz egy óriási elementális kristályt, mely viharokat generál a kontinensen. Pusztulás és halál jön el, ahogy a négy elementális sík átjárhatóvá válik. Az elementálok és különféle lények elárasztják Jadamét, és ha elég sokan lesznek, Escaton tervei alapján a kristály feltöltődik energiával, és az egész bolygó elpusztul. Egy csapatnyi hős arra vállalkozik, hogy megakadályozza ennek bekövetkeztét. Négy, elementálok által megszállt területen kell végigküzdeniük magukat, hogy a kulcsok birtokában bejuthassanak a kristályba, s ezzel együtt az elementális síkok közti síkba.
A játékban számos korábbi karakter tiszteletét teszi, például az elementálurak a Might and Magic II-ből, az Ironfist-dinasztia, valamint Sandro és Thant a Heroes of Might and Magic III-ból.

### Részletek
Jadame kontinense először szerepel a játék univerzumában, korábban nem tettek róla említést. A négy elementális kapu a térkép négy sarkában nyílik: a földé a Dagger Wound-szigeteken, a vízé Ravage Roaming-ban, a levegőé Murmurwoodsban, a tűzé Ironsand Desertben. Ez mindenhol katasztrófákkal jár együtt: egy vulkánkitörés elpusztítja a Dagger Wound-szigetek közti átjárót, Ravage Roamingban árvíz pusztít, Murmurwoods fáit kitépi a szél, Ironsand troll településeit pedig tűzvihar pusztítja el. A Ravenshore közepén található kristály a síkok közötti sík bejárata, ahol maga a Pusztító lakozik.
Főhősünk a kataklizma bekövetkezésekor a Dagger Wound-szigeteken van, mint az alvari kereskedőcéh egyik karavánőre. Regna kalózai, kihasználva a katasztrófát, megtámadják a szigeteket, de az őslakos gyíkemberek egyelőre tartják velük szemben a frontot. Meg kell találnunk az utat a szigetekről kifelé, hogy eljuthassunk Ravenshore-ba, Jadame fővárosába, hogy tájékoztathassuk a céhmestert. Mivel több bizonyítékra van szükség, ezért azt a feladatot kapjuk, hogy győzzük meg Ravenshore csempészeit, hogy küldjenek hajókat. Ezután az alvari céhhez küldenek minket, ahol Bastian Loudrin arra kér minket, hozzunk egy szemtanút Ironsand Desertből, aki látta a tüzet. A potenciális jelölt azonban nem hajlandó addig velünk jönni, amíg nem teljesítjük halott testvére utolsó kívánságát és temetjük el hamvait a családi kriptában.
Mikor visszatérünk, közlik velünk, hogy eszerint egy prófécia készül beteljesülni, amivel szemben csak egyféleképpen lehet fellépni: összefogással. Ezt pedig csak úgy lehet elérni, ha a már eleve egymással háborúzó jadamei frakciókat kibékítjük valahogy. A minotauruszok meggyőzéséhez meg kell állítanunk a városukat elöntő árvizet. A sárkányok és a sárkányölők háborújában el kell döntenünk, melyik oldalra állunk, és valamelyiküknek el kell vinnünk a sárkányok királyának utódját tartalmazó tojást. Ezután el kell döntenünk, hogy Shadowspire nekromantáinak, avagy Murmurwoods papjainak az oldalára állunk, s valamelyik oldal számára el kell lopnunk egy értékes tárgyat a másiktól. Ha ez megvan, hírt kapunk arról, hogy Enroth és Erathia uralkodója is úton van, de addig nem tudnak kikötni, amíg a kalózok szabadon garázdálkodnak – meg kell hát tőlük szabadulnunk.
Roland Ironfist és Catherine magukkal hozták mágusukat, Xanthort, aki közli, hogy el tudja készíteni a kulcsot, hogy bejussunk Escaton kristályába és így a síkok közötti síkba, de ehhez a négy elementális síkról kell köveket szereznünk. Ha sikerrel jártunk, be tudunk lépni a kristályba, ahol kristályból álló ellenfelekkel kell megküzdenünk. A legvégén tudjuk aktiválni a teleportot, ami a síkok közötti síkba vezet. Ez a hely a káosz birodalma, a gyengébb embereket meg is őrjíti. Meg kell találnunk Escatont a kastélyában, ami tele van őrületet okozó lényekkel, és ráadásul az egész egy hatalmas labirintus. Ha végigküzdöttük magunkat rajta, akkor derül ki, hogy Escaton bebörtönözte az elementális síkok urait. Három rejtvényre kell válaszolnunk, hogy a végén megkapjuk a börtönökhöz való kulcsokat.
Ha kiszabadítottuk az urakat, már csak vissza kell térnünk Ravenshore-ba, ahol a kristály pusztulását követően ismét helyreáll a béke.

## Fogadtatás
A játék nem kapott túl jó kritikákat, sok kritikus szerint rosszabb volt, mint az előző részek, bár még mindig játszható. Az IGN dicsérte az átvezető jeleneteket, a történetet, a cselekmények hátterét, és a Might and Magic univerzumának bővítését, de nem tudtak szó nélkül elmenni a már igencsak korosnak számító grafika mellett, amely a rivális szerepjátékokhoz képest elavult volt. A GameSpot kritikusa is nagyjából ugyanerre a véleményre jutott, pluszban kiemelve, hogy a sárkány karakter szerepeltetése felborította a játék egyensúlyát, mivel túlságosan erősre sikeredett. A Game Revolution szerint a történet se volt annyira erős, mint a korábbi részekben.
Magyarországon a PC Guru 2000/5-ös számában 69 százalékra értékelte, osztva a külföldi értékeléseket, emellett a játékhoz végigjátszást is mellékeltek.

## Fordítás
- Ez a szócikk részben vagy egészben  a   Might and Magic VIII: Day of the Destroyer című angol Wikipédia-szócikk ezen változatának fordításán alapul.  Az eredeti cikk szerkesztőit annak laptörténete sorolja fel. Ez a jelzés csupán a megfogalmazás eredetét és a szerzői jogokat jelzi, nem szolgál a cikkben szereplő információk forrásmegjelöléseként.